# Wilhelmenia Fernandez
Wilhelmenia Fernandez (gelegentlich auch Wilhelmenia Wiggins Fernandez oder Wilhelmenia Smith, * 5. Januar 1949 in Philadelphia, Pennsylvania; † 2. Februar 2024 in Lexington, Kentucky) war eine US-amerikanische Opernsängerin (Sopran), die durch ihre Rolle in dem Film Diva international bekannt wurde. Ihr Repertoire umfasste klassische Opernliteratur ebenso wie Lieder Gershwins oder Spirituals.

## Leben und Werk
Wilhelmenia Fernandez wuchs in armen Verhältnissen im Süden von Philadelphia auf. Durch ihre Mutter Vine Lee Wiggins, die als Organistin in der Tasker Street Baptist Church spielte, kam sie früh mit Musik und Religion in Berührung und strebte deswegen eine Gesangskarriere an. Ihre Mutter bestand aber auch darauf, dass sich die Tochter praktische Fähigkeiten wie Schreibmaschinenschreiben und Stenografie aneignete. Nach ihrem Highschool-Abschluss im Jahr 1966 arbeitete sie zunächst als Sekretärin für eine Versicherung, bevor sie nach zwei Jahren kündigte, um sich voll auf ihr Gesangstraining konzentrieren zu können.
Fernandez bewarb sich an der Julliard School in New York. Da sie zur Zeit des Vorsingens keine Opernarien kannte, trug sie das Kirchenlied Oh Divine Redeemer vor. Obwohl ihr vor der Bewerbung eine Wartezeit von einem Jahr angekündigt wurde, erhielt sie bereits zwei Wochen nach ihrer Bewerbung eine sofortige Zusage für die prestigeträchtige Musikschule. Nach eigener Aussage widmete sie ihre ganze Zeit und Aufmerksamkeit ihrem Studium. Am Vor- und Nachmittag nahm sie am Unterricht der Julliard School teil, gefolgt von acht Stunden Arbeit als Sekretärin, um dann noch bis in die frühen Morgenstunden zu üben. In dieser Zeit lernte sie Ormon Fernandez kennen, einen Postmitarbeiter, den sie nach ihrem Abschluss 1973 heiratete. Im Jahr 1975 kam ihre Tochter zur Welt, die Fernandez ab dem Alter von drei Jahren regelmäßig auf Tour begleitete.
Für die nächsten drei Jahre nach ihrem Abschluss konnte Fernandez zunächst keine nennenswerten Erfolge als Opernsängerin verbuchen. 1976 erhielt sie schließlich einen Platz im Chor der Houston Grand Opera in der Oper Porgy and Bess. Im gleichen Jahr scheiterte ihre Ehe, da sie „einfach zu sehr auf ihre Karriere konzentriert war“. Auf der anschließenden Europatour sah sie der Direktor der Pariser Oper und verpflichtete sie für die nächsten zwei Jahre, wo sie an der Seite von Plácido Domingo und Mirella Freni in La Bohème debütierte und die Musetta verkörperte.
Im Jahr 1980 bat sie der Regisseur Jean-Jacques Beineix, das Drehbuch für seinen Debütfilm Diva (1981) zu lesen. Zunächst erschien Fernandez das Skript als zu düster, und sie wollte nichts mit dem Projekt zu tun haben. Erst als sie das Drehbuch gemeinsam mit Beineix las, konnte er sie überzeugen, die Rolle der Cynthia Hawkins zu übernehmen, durch die sie international bekannt wurde. Für den Film interpretierte sie die Arie der Wally Ebben? Ne andrò lontana, die ein zentrales Element sowohl der Handlung als auch der Filmmusik von Vladimir Cosma darstellt. Die Version des Stücks, in der Fernandez vom London Symphony Orchestra begleitet wird, wurde für den Soundtrack von Ridley Scotts Der Mann im Hintergrund (1987) wiederverwendet. Dank des Erfolges von Diva konnte sie sich ein Haus in Philadelphia leisten, kaum einen Block entfernt von ihrer Kindheitswohnung.
Für ihre Darstellung in dem Musical Carmen Jones (Saison 1991), die sie für zwei Jahre im Old Vic Theatre in London spielte, wurde Fernandez 1992 bei den Laurence Olivier Awards als „Beste Darstellerin in einem Musical oder einer Unterhaltungsshow“ ausgezeichnet. Begründet durch den Erfolg, sowohl Presse als auch Publikum lobten das Stück, konnte Fernandez ihre Rolle in Carmen Jones anschließend auch auf Bühnen in Frankfurt am Main und Dortmund spielen.
Ab etwa 1994 war sie in zahlreichen internationalen Aufführungen der Oper Aida von Giuseppe Verdi zu sehen, beispielsweise in Berlin, Hamburg, London, Melbourne oder Paris. In den 1990er Jahren trat sie ebenfalls regelmäßig mit dem Orchestre National d’Île de France unter dem Dirigenten Jacques Mercier auf, mit dem sie zum Beispiel im Juli 1994 beim Antibes Festival Stücke von Giacomo Puccini und Giuseppe Verdi vortrug. Im gleichen Jahr sang sie bei einem Tributkonzert für José Van Dam das Requiem von Verdi für die Rencontres Musicales d’Evian.
Fernandez trug zur Musik des Fernsehfilms African Sanctus Revisited bei, den CTVC und Robin Lough Associates im Auftrag der BBC 1995 produzierten. Der Film greift die Produktion African Sanctus aus dem Jahr 1975 auf, die sich mit dem Alltag und dem namensgebenden Chor in Afrika beschäftigt.
2002 gab sie gemeinsam mit dem Pianisten Bruno Fontaine ein Konzert im Grand Théâtre von Reims. Zu hören waren Lieder unterschiedlicher Komponisten, unter anderem von George Gershwin, Richard Rodgers und drei Lieder aus West Side Story.
Patrick de Carolis lud sie zur vierten Veranstaltung des von ihm gegründeten Festival Les éclectiques de Rocamadour ein, wo sie am 19. Juli 2004 in der Basilika Saint-Sauveur auftrat. Dabei wurde sie vom Orchester der Garde républicaine und dem Chor der Französischen Streitkräfte begleitet.
Bis zu seinem Tod am 1. März 2018 war sie mit Andrew William Smith verheiratet, einem Opernsänger (Bariton) und Professor an der Kentucky State University.

## Veröffentlichungen (Auswahl)
- Diva (Soundtrack). Milan Records 1981.
- Negro Spirituals. Milan Records 1982.
- Wilhelmenia Fernandez Sings George Gershwin. Milan Records 1987.
- Carmen Jones (Soundtrack). EMI 1991.
- The Diva Live – Wilhelmenia Fernandez & Bruno Fontaine. Transart Productions 2002.